# Aspidophoroides bartoni
Aspidophoroides bartoni är en fiskart som beskrevs av Gilbert, 1896. Aspidophoroides bartoni ingår i släktet Aspidophoroides och familjen pansarsimpor. Inga underarter finns listade.